# 名古屋市立岩塚小学校
名古屋市立岩塚小学校（なごやしりつ いわつかしょうがっこう）は、名古屋市中村区岩塚町4丁目の公立小学校。

## 歴史

### 沿革
- 1854年（安政元年） - 寺子屋の文教堂が設立される[1]。
- 1873年（明治6年） - 時雍学校が設立される[1]。
- 1876年（明治9年） - 岩塚学校と改称される[1]。
- 1890年（明治23年） - 岩塚尋常小学校と改称される[1]。
- 1907年（明治40年） - 愛知郡常磐尋常高等小学校設立により、仮教場となる[1]。
- 1921年（大正10年） - 名古屋市編入により名古屋市常磐尋常高等小学校となる[1]。
- 1932年（昭和7年） - 名古屋市常磐尋常高等小学校岩塚分教場として改めて設立される[1]。
- 1935年（昭和10年）5月14日 - 名古屋市立岩塚尋常小学校と改称される[1]。
- 1941年（昭和16年） - 名古屋市岩塚国民学校と改称される[1]。
- 1947年（昭和22年） - 名古屋市立岩塚小学校と改称される[1]。
- 1976年（昭和51年）4月1日[2] - 分校が設置される[1]。
- 1984年（昭和59年） - 分校が名古屋市立八社小学校として分離独立する[1]。

## 通学区域
所管する名古屋市教育委員会は、2019年（令和元年）9月1日現在、中村区のうち、岩塚町1丁目～5丁目・岩塚町（字一軒立切・字杁脇・字大池・字上小路・字神田・字九反所・字五反田・字新屋敷・字高道・字茶ノ木島・字流レ・字西枝・字本地入口・字竜子田・字林高寺東）・岩塚本通・鴨付町・小鴨町・五反城町・剣町・並木一丁目・並木二丁目・二瀬町・宮塚町の全域および岩塚町（字郷中・字城前）・豊国通6丁目の各一部を通学区域として指定している。
また、卒業後の進学先は名古屋市立御田中学校となっている。

### WEB
1. ↑  名古屋市教育委員会事務局総務部教育環境計画室計画係 (2019年9月1日). “名古屋市立小・中学校の通学区域一覧（中村区）” (PDF).   名古屋市. 2020年8月8日閲覧。
2. ↑  名古屋市教育委員会事務局総務部教育環境計画室計画係 (2018年4月1日). “名古屋市立中学校区一覧（小→中）” (PDF).   名古屋市. 2020年8月8日閲覧。

### 書籍
1. 1 2 3 4 5 6 7 8 9 10 11 12 13  中村区制施行50周年記念事業実行委員会記念誌編集委員会 1987, p. 105.
2. ↑  名古屋市会事務局 1995, p. 44.